# Kódži Sasaki
Kódži Sasaki (* 30. leden 1936) je bývalý japonský fotbalista.

## Klubová kariéra
Hrával za Dunlop Japan.

## Reprezentační kariéra
Kódži Sasaki odehrál za japonský národní tým v letech 1958-1961 celkem 14 reprezentačních utkání.

## Statistiky
| Japonsko | Japonsko | Japonsko |
| Roky     | Záp.     | Góly     |
| -------- | -------- | -------- |
| 1958     | 2        | 0        |
| 1959     | 8        | 0        |
| 1960     | 1        | 1        |
| 1961     | 3        | 0        |
| Celkem   | 14       | 1        |